# لا بلين سانت أندريه
لا بلين سانت أندريه هي مزرعة قصب سكر تعود إلى العصر الاستعماري وتقع في جنوب شرق ماهيه، سيشل.

## التاريخ
يعود تاريخ ملكية التراث الوطني، الواقعة في أو كاب، والمُعرفة سابقًا باسم المتحف البيئي، إلى عام 1792. كانت مملوكة في الأصل لجان فرانسوا ماري جور دي سانت جور، المنحدر من سانت أندريه دي لا ريونيون، وسُميّت لا بلين سانت أندريه. امتدت من أو كاب إلى أنس رويال. خلال فترة الاستعمار الفرنسي لسيشل، كانت مزرعةً زراعيةً رئيسية، تُزوّد معظم المنطقة الجنوبية من الجزيرة بالمنتجات الزراعية.

اللوحات الجدارية في بيت المستعمرة، لا بلين سانت أندريه.

في عام 1996، أُلف النشيد الوطني لسيشل، كوستي سيسيلوا، من قبل ديفيد أندريه وجورج باييت في بيت قديم في لا بلين سانت أندريه.
في عام 2007، أبرم معمل تقطير تروا فرير، مبتكرو رم تاكاماكا، اتفاقية إيجار طويلة الأجل مع مؤسسة سيشل للتراث (SHF) للإشراف على إدارة العقار.

### التناقضات التاريخية
لا توجد أدلة كافية لتأكيد أن "لا بلين سانت أندريه" بُنيت حوالي عام. ووفقًا للمؤرخ المحلي جوليان دوروب، فإن الهياكل الخشبية لا يمكن أن تصمد لهذه الفترة الطويلة في مناخ سيشل الرطب الغني بالنمل الأبيض. وصل جان فرانسوا ماري جور دي سانت جور، المولود في جزيرة لا ريونيون عام 1758، إلى سيشل في أبريل 1790، وليس كواحد من أوائل المستوطنين كما كان يُعتقد سابقًا. وقد مُنح أرضًا في "بوانت لا رو" و"أنس أو كورب"، بينما حصلت زوجته أيضًا على أرض في عام 1792. وإذا كان جان فرانسوا قد أطلق على ممتلكاته اسم "لا بلين سانت أندريه" بدافع الحنين إلى مسقط رأسه، فهذا لا يعني أنه بنى قصره في نفس الوقت
.

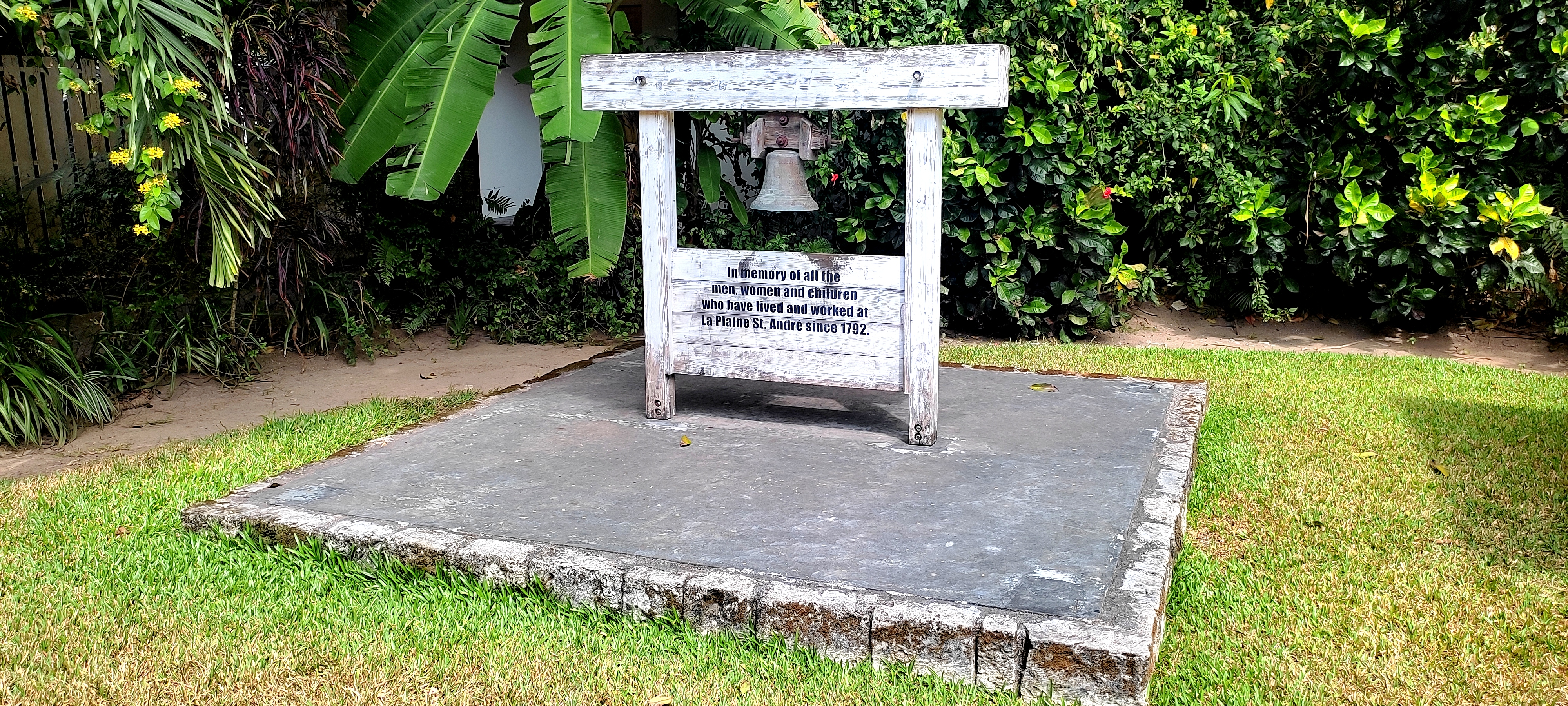
جرس المزرعة في لا بلين سانت أندريه.

علاوة على ذلك، يشير القبو الأصلي المبني من الحجارة في "بيت المستعمرة" إلى أنه شُييد بين عامي 1844 و1860 خلال فترة ملكية أندريه ديسبلي جور دي سانت جور. كان ديسبلي معلم بناء وكاتب عدل بارزًا، ومرتبطًا بـ "لا ريونيون سانسير" ولاحقًا بـ "محفل يونيون سانسير"، التي أسسها باسكال دي جيوفاني عام 1869 في شارع رويال بباريس. أما "لا ريونيون سانسير"، التي استحوذ عليها أنج جوزيف ماري كوردوان عام 1831، فقد توقفت عن العمل في عام 1851. وقد استُخدم "بيت المستعمرة" لاجتماعات المجتمع الماسوني في مناسبات مختلفة.

## البنيان
تُجسّد مباني المزرعة طراز العمارة الاستعمارية. ويُعدّ بيت المستعمرة، بتصميمه الكريولي المميز، الذي يتميز بشرفات واسعة وأسقف شديدة الانحدار، نقطة محورية في المزرعة. كما تضم المزرعة حديقة أعشاب ونباتات طبية، ومطعمًا يُقدّم مأكولات كريولية.